# Max Koegel
Max Koegel (Füssen, 16 oktober 1895 - Schwabach, 26 juni 1946) was een commandant van diverse concentratiekampen tijdens de Tweede Wereldoorlog.

## Vroege jaren
Max Koegel volgde na zijn basisschool opleidingen tot herder en berggids. In de Eerste Wereldoorlog ging hij als vrijwilliger in dienst bij een Beierse infanterie-eenheid. Hij raakte meerdere malen gewond, waaronder in de slag om Verdun. Aan de oorlog hield hij een IJzeren Kruis over. Na de oorlog werkte hij als douanier en even later als handelaar. Koegel trouwde in totaal tweemaal en verloor in 1929 een zoon aan de mazelen.

## Concentratiekampen
Koegel werd in 1932 lid van de NSDAP en van de SS. In april 1933 werd hij opgenomen in het personeel van concentratiekamp Dachau. Al vrij snel was hij opgeklommen naar de rang van SS-Untersturmführer. Toen Heinrich Himmler het kamp in 1934 inspecteerde en zeer tevreden was over het geleverde werk van Koegel, werd hij bevorderd tot SS-Obersturmführer. In maart 1935 kreeg hij de rang van SS-Hauptsturmführer toebedeeld en in april 1936 vertrok hij naar concentratiekamp Columbia-Haus, om daar als adjudant van de commandant te gaan werken.
Nog geen jaar later, in januari 1937, keerde hij in diezelfde functie terug in Dachau. Hij werkte daar onder commandant Theodor Eicke. Hierna deed hij nog dienst in concentratiekampen als Lichtenburg en Ravensbrück, alvorens hij in 1942 arriveerde in Majdanek. Hij kreeg de leiding over het vernietigingskamp, maar moest enkele maanden later alweer vertrekken naar concentratiekamp Flossenbürg. Ook in dit kamp kreeg hij de leiding. Hij bleef commandant in Flossenbürg tot de evacuatie van het kamp.

## Na de oorlog
Na de oorlog probeerde Koegel een arrestatie te vermijden, maar werd in juni 1946 toch door het Amerikaanse leger in Beieren gearresteerd. Tijdens zijn gevangenschap pleegde Koegel op 26 juni zelfmoord.

## Militaire loopbaan
- Soldat: 1916
- Gefreiter: 1919
- SS-Untersturmführer: 9  januari 1934[4]
- SS-Obersturmführer: 10 maart 1935[4]
- SS-Hauptsturmführer:
- SS-Sturmbannführer: 30 januari 1940[5]
- SS-Obersturmbannführer: 30 januari 1942[2][6]

## Lidmaatschapsnummers
- NSDAP-nr.: 1 179 781 (lid 2 mei 1932)[4]
- SS-nr.: 37 644 (lid juni 1932)[4]

## Decoraties
- IJzeren Kruis 1914, 2e Klasse[6]
- Kruis voor Oorlogsverdienste met Zwaarden
- SS-Ehrenring[4]
- Erekruis voor de Wereldoorlog[6]
- Gewondeninsigne in zwart[6]
- Ehrendegen des Reichsführers-SS[6]